# Zeegroene zegge
Zeegroene zegge (Carex flacca, synoniem: Carex glauca) is een vaste plant die behoort tot de cypergrassenfamilie (Cyperaceae). De plant komt van nature voor in Europa en Noord-Afrika.

## Beschrijving
Zeegroene zegge wordt 20-50 cm hoog.
De plant bloeit in mei en juni. 

## Plantengemeenschap
Zeegroene zegge is een indicatorsoort voor het droog heischraal grasland (hn) op kalkrijke bodem en voor het mesofiel hooiland (hu) subtype 'Kamgrasgrasland op kalkrijke bodem', twee karteringseenheden in de Biologische Waarderingskaart (BWK) van Vlaanderen en het Brussels Hoofdstedelijk Gewest.